# Arthur Hänsenberger
Arthur Hänsenberger (Steffisburg, 3 september 1927 - Oberdiessbach, 9 september 2014) was een Zwitsers notaris en politicus voor de Vrijzinnig-Democratische Partij (FDP/PRD) uit het kanton Bern.

## Biografie

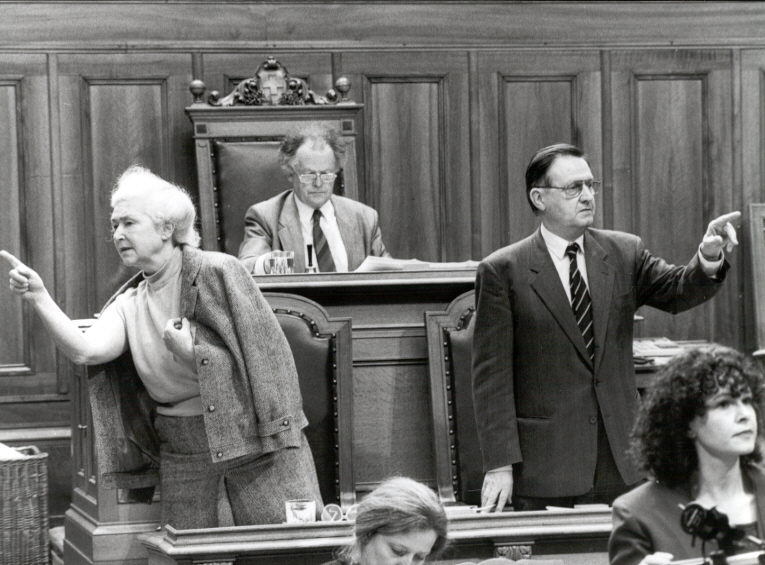
Arthur Hänsenberger als voorzitter van de Kantonsraad, samen met stemopnemers Esther Bührer en Riccardo Jagmetti, 1991.

Arthur Hänsenberger was een zoon van Robert Hänsenberger en van Frieda Rupp, die eigenaars waren van een textielhandel. Hij was gehuwd met Lyn Daeniker.

### Jurist
Na zijn rechtenstudies aan de Universiteit van Bern nam hij in 1954 deel aan het notarisexamen. Van 1954 tot 1996 oefende hij het beroep van notaris uit. Tussen 1955 en 1995 was hij in Oberdiessbach ambtenaar van de burgerlijke stand. Van 1965 tot 1976 was hij tevens plaatsvervangend rechter in de administratieve rechtbank van Bern.

### Politicus
Van 1962 tot 1979 was hij lid van de Grote Raad van Bern, waarvan hij in de periode 1973-1974 voorzitter was. Hij bepleitte een versterking van de positie van het parlement tegenover de regering en het behoud van het tweetalig karakter van het kanton Bern.
Van 26 november 1979 tot 24 november 1991 zetelde hij in de Kantonsraad, waarvan hij van 18 maart tot 24 november 1991 voorzitter was. Bij zijn verkiezing in de Kantonsraad in 1979 was het de eerste maal dat de Kantonsraadsleden van het kanton Bern rechtstreeks door de bevolking werden verkozen.